# 普拉特维尔 (科罗拉多州)
普拉特维尔（英語：Platteville）是美国科罗拉多州韦尔德县下属的一座法定城鎮。建鎮于1887年1月1日，面积大约为2.538平方英里（6.572平方公里）。根据2010年美国人口普查，该鎮有人口2,485人。2011年估计该鎮有人口2,543人，相比2010年人口增长率为2.33%。同时，论人口该鎮是科罗拉多州第99大城市。